# Risikobericht
Ein Risikobericht ist die im Rahmen des Lageberichts von einem bilanzierenden Unternehmen abzugebende Risikokommunikation der wirtschaftlichen und technischen Risiken, ihre künftige Entwicklung und ihre etwaige Risikobewältigung.

## Allgemeines
Risiken und die Möglichkeiten ihrer Begrenzung sind ein zentrales Thema der Betriebswirtschaftslehre, da sie untrennbar mit dem unternehmerischen Handeln verbunden sind. Der Geschäftsbericht eines Unternehmens soll die Interessenten über alle Sachverhalte aufklären, die während eines Geschäftsjahres aufgetreten sind. Dabei begnügten sich die Unternehmen früher meist mit Informationen über eingetretene Erfolge und Misserfolge, vernachlässigten jedoch oft die Berichterstattung über Gefahren und Chancen, die sich erst in Zukunft auswirken werden. Diesen Mangel in Geschäftsberichten hat der Gesetzgeber mit dem für Kapitalgesellschaften geltenden KonTraG im Mai 1998 beseitigt und die Unternehmen verpflichtet, den Lagebericht um einen Risikobericht zum Zwecke der Risikokommunikation zu erweitern und darin existenzbedrohende Risiken zu dokumentieren und auch „auf die Risiken der künftigen Entwicklung einzugehen“.

## Inhalt
Ein Unternehmen muss in der Lage sein, alle künftig auftretenden Risiken darzustellen und ihre Auswirkungen auf das Unternehmen sowie die Wahrscheinlichkeit eines Schadens zu beziffern. Seit Januar 2005 ist nach § 289 Abs. 1 und § 315 Abs. 1 HGB „die voraussichtliche Entwicklung mit ihren wesentlichen Chancen und Risiken zu beurteilen und zu erläutern“. Da hierin „Risiken und Chancen“ nicht näher definiert werden, handelt es sich um unbestimmte Rechtsbegriffe. Chancen sind die Möglichkeiten einer Wertsteigerung, eines Gewinns oder eines anderen wirtschaftlichen Vorteils, Risiken die Gefahr einer Wertminderung, eines Verlustes oder eines anderen wirtschaftlichen Nachteils. Das IDW versteht darunter „die Möglichkeit ungünstiger künftiger Entwicklungen, die mit einer erheblichen, wenn auch nicht notwendigerweise überwiegenden Wahrscheinlichkeit erwartet werden.“ Die DRS definieren das Risiko als „mögliche künftige Entwicklungen oder Ereignisse, die zu einer für das Unternehmen negativen Prognose- bzw. Zielabweichung führen können“.
Der Prognose-, Chancen- und Risikobericht soll dem verständigen Adressaten ermöglichen, sich in Verbindung mit dem Konzernabschluss ein zutreffendes Bild von der voraussichtlichen Entwicklung des Konzerns und den mit ihr einhergehenden wesentlichen Chancen und Risiken zu machen. Nach DRS 20 sind die Auswirkungen von Risiken darzustellen und zu beurteilen. Dabei können die Risiken vor den ergriffenen Maßnahmen zur Risikobegrenzung sowie die Maßnahmen zur Risikobegrenzung dargestellt und beurteilt werden (Bruttobetrachtung). Alternativ können die Risiken dargestellt und beurteilt werden, die nach der Umsetzung von Risikobegrenzungsmaßnahmen verbleiben (Nettobetrachtung). Damit bildet der Risikobericht den Kern des Lageberichts.

## Branchenübergreifende Risikoarten
Unternehmerische Tätigkeit ist einer Vielzahl von Risiken ausgesetzt, von denen einige versicherbar sind und dann im Risikobericht nicht dargestellt werden müssen. Unternehmen können insbesondere folgenden Risiken ausgesetzt sein:
- Technische Risiken
  - Risiko aus Forschung und Entwicklung
  - Risiko aus der Beschaffung
  - Produktionsrisiko
    - Produktionsausfallrisiko
    - Risiko der Fehlproduktion
    - Risiko der Produkthaftung

  - Lagerrisiko
  - Risiko aus Nachfrageverhalten
  - Qualitätsrisiko
  - Umweltrisiko
- Wirtschaftliche Risiken
  - Länderrisiko
  - Gesamtwirtschaftliches Risiko
  - Branchenrisiko
  - Finanzrisiken
    - Investitionsrisiko
    - Marktrisiko
      - Absatzrisiko
      - Preisrisiko
      - Zinsrisiko
      - Kursrisiko

    - Adressrisiko
      - Debitorenrisiko
      - Kreditrisiko
      - Emittentenrisiko
      - Kontrahentenrisiko
      - Zahlungsrisiko

    - Liquiditätsrisiko

  - Geschäftsrisiko
- Politische Risiken
  - Exportrisiko etwa durch Blockaden
  - Importrisiko etwa durch Wirtschaftssanktionen
  - Investitionsrisiko bei Direktinvestitionen etwa durch Enteignung
- Operationelles Risiko
  - Personalrisiko (u. a. Fachkräftemangel, Fluktuation)
  - Rechtsrisiko
  - Systemrisiko
  - Wetterrisiko
- strategische Risiken
  - Reputationsrisiko
  - Wettbewerbsfähigkeit
- sonstige Risiken (Insolvenzrisiko, Naturkatastrophen, Epidemien, Terroranschläge).

## Banken und Versicherungen
Da bei Kreditinstituten und Versicherungen die wirtschaftlichen Risiken eine besondere Rolle spielen, bestehen hier aufsichtsrechtliche Sondervorschriften. Nach dem Rundschreiben  BaFin 10/2012 (BA) MaRisk ist die Risikoberichterstattung in nachvollziehbarer, aussagefähiger Art und Weise zu verfassen (AT 4.3.2). Sie hat neben einer Darstellung auch eine Beurteilung der Risikosituation zu enthalten. „In die Risikoberichterstattung sind bei Bedarf auch Handlungsvorschläge, z. B. zur Risikoreduzierung, aufzunehmen. … In den Risikoberichten sind insbesondere auch die Ergebnisse der Stresstests und deren potenzielle Auswirkungen auf die Risikosituation und das Risikodeckungspotenzial darzustellen.“ Sie ist vierteljährlich durch das Risikocontrolling zu erstellen und der Geschäftsleitung vorzulegen. Bei Banken ergibt sich die Pflicht zur Aufstellung eines Risikoberichts aus Art. 113 Abs. 7d, 435 Abs. 1c der Kapitaladäquanzverordnung (englische Abkürzung CRR); Versicherungen hatten bis 2016 nach § 64a Abs. 1 Nr. 3 Buchstabe d VAG einen Risikobericht aufzustellen und diesen nach § 55c VAG der Aufsichtsbehörde vorzulegen. Erweiterte Regelungen und Veröffentlichungspflichten finden sich seit Neufassung des VAG in dessen § 26 Abs. 1 Satz 1 und 2 und § 40 als Solvabilitäts- und Finanzbericht.